# Notsé
Notsé è un centro abitato dello Stato africano del Togo, situato nella Regione degli Altopiani.
| Controllo di autorità | BNF (FR) cb12254646r (data) · J9U (EN, HE) 987007567370205171 |